# Férfi kell!
A Férfi kell! vagy Pasi kell! (eredeti cím: Man Up) 2015-ben bemutatott brit–francia romantikus filmvígjáték, amelyet Ben Palmer rendezett. A főszerepekben Lake Bell, Simon Pegg, Rory Kinnear, Ken Stott és Harriet Walter láthatók.
Az Egyesült Királyságban 2015. május 25-én mutatták be a mozikban.

## Cselekmény
Nancy egy 34 éves újságíró, aki az elmúlt négy évben sikertelenül randizott. A nővére bátorítja, hogy továbbra is menjen el randizni. Nancy elmegy a barátja eljegyzési partijára, és egy kínos vakrandit tart. Ezután Londonba utazik, hogy részt vegyen szülei 40. évfordulójának ünnepségén, ahol beszédet akar tartani. A vonaton szemben ül Jessicával, egy pezsgő fiatalabb nő, aki a Hatmilliárd ember és te című könyv alapján vakrandira megy. Miközben Jessicával beszélget, Nancy pesszimizmusát fejezi ki az élettel és a szerelemmel kapcsolatban. Jessica a London Waterloo pályaudvaron leszáll a vonatról, a könyvét hátrahagyva. Nancy üldözőbe veszi Jessicát, hogy visszaadja, de Jack, Jessica vakrandevúja megállítja. Jack a könyv miatt azt hiszi, hogy Nancy Jessica. Mielőtt Nancy megmagyarázhatná a helyzetet, Jack elbűvöli őt a fecsegő bemutatkozásával. A lány impulzívan úgy tesz, mintha Jessica lenne.
Annak ellenére, hogy Nancy nem az, akinek mondja magát, ketten azonnal egymásra találnak. Beszélgetnek és megismerkednek egymással, és Nancy megtudja, hogy Jack egy 40 éves, elvált férfi, aki online marketingmenedzser. Jól érzik magukat italozás és bowlingozás közben. Ekkor Nancy összefut középiskolai osztálytársával és zaklatójával, Seannal, aki a bowlingpályán dolgozik. Rájön Nancy megtévesztésére, és megpróbálja megzsarolni, hogy csókolózzon vele egy mosdófülkében. Jack kompromittáló helyzetben kapja el őket, és Nancy bevallja, hogy valójában nem is ő a partnere. Jack és Nancy vitába keveredik, kritizálják egymás véleményét és életválasztását.
Miután rájönnek, hogy elvesztették Jack táskáját és Nancy jegyzetfüzetét a beszédével, mindketten visszarohannak a bárba. Ott találkoznak Eddel és Hilaryvel, Jack exfeleségével. Próbálja bosszantani Hilary-t, Jack úgy tesz, mintha Nancy a barátnője lenne, és Nancy belemegy a dologba. Megtudja, hogy Ednek és Hilarynek viszonya volt, ami a váláshoz vezetett. Jack feldühödik, és elmegy egy mosdófülkébe. Nancy csatlakozik hozzá, és a férfi könnyes szemmel bevallja, hogy még mindig nem heverte ki a kudarcba fulladt házasságát. Nancy azt mondja, hogy a saját rossz kapcsolati múltja keserítette meg. A nő vigasztalja Jacket, és azt mondja, hogy végül rendbe fog jönni. Visszamennek a bárba, és Nancy felgyújtja Edet, mielőtt Jack legnagyobb örömére lefújja Edet és Hilaryt egy tűzoltó készülékkel.
Nancy úgy dönt, hogy elmegy a szülei évfordulós partijára, amely már javában zajlik. Éppen meghívná Jacket, de megtudja, hogy Jessica még mindig találkozni akar vele, így elválnak útjaik. Nancy megérkezik a szülei partijára, de szomorúan hagyja ott Jacket. A Jessicával való randevúja során Jack rájön, hogy nem sok közös van bennük. Teljesen rájön, hogy hiba volt elhagyni Nancyt, amikor rájön, hogy Nancy jegyzetfüzeteket cserélt vele. Jessica áldásával megkeresi Nancyt. Sean segítségét kéri, de Sean rossz címre irányítja Jacket, és maga is szerencsét próbál Nancynél, sikertelenül. Jack egy tinibuliban köt ki, de az egyik tinédzser tudja, hol laknak Nancy szülei. Az évfordulós bulin Nancy rögtönzött beszédet mond a szüleinek, amelyben elhangzik, hogy a Jackkel való randevúja jobbá tette őt. Ezzel egyidejűleg Jack megérkezik Nancy beszédével a szüleinek. Csakhogy ahelyett, hogy átadná neki a beszédet tartalmazó jegyzetfüzetet, a férfi azt a beszédet adja át Nancynek, hogy nagyon is ő az igazi lány számára, és megcsókolják egymást.

## Szereplők
| Szereplő | Színész                | Magyar hang        | Magyar hang        |
| Szereplő | Színész                | 1. szinkron        | 2. szinkron        |
| -------- | ---------------------- | ------------------ | ------------------ |
| Nancy    | Lake Bell              | Peller Anna        | Kéri Kitty         |
| Jack     | Simon Pegg             | Bozsó Péter        | Bozsó Péter        |
| Sean     | Rory Kinnear           | Vári Attila        | Moser Károly       |
| Bert     | Ken Stott              | Várkonyi András    | Rosta Sándor       |
| Fran     | Harriet Walter         | Menszátor Magdolna | Menszátor Magdolna |
| Elaine   | Sharon Horgan          | Bertalan Ágnes     | Németh Borbála     |
| Jessica  | Ophelia Lovibond       | Sipos Eszter Anna  | Sallai Nóra        |
| Hilary   | Olivia Williams        | Létay Dóra         | Törtei Tünde       |
| Ed       | Stephen Campbell Moore | Czvetkó Sándor     | Megyeri János      |
| Daniel   | Henry Lloyd-Hughes     | Kossuth Gábor      | N/A                |
| Harry    | Dean-Charles Chapman   | N/A                | N/A                |
| Ryan     | Robert Wilfort         | Fellegi Lénárd     | N/A                |
| Katie    | Phoebe Waller-Bridge   | Törtei Tünde       | N/A                |
| Adam     | Paul Thornley          | Élő Balázs         | N/A                |

## A film készítése
2013 júniusában bejelentették, hogy Simon Pegg csatlakozott a Big Talk produkcióhoz, a romantikus főszereplő szerepében. 2013. november 19-én Lake Bell csatlakozott a stábhoz a film főszereplőjeként, a The Inbetweeners rendezője Ben Palmer lesz a rendező. 2013-ban a BBC Films finanszírozta a filmet, az Anton Capital Entertainment és az Amazon Prime Instant Video pedig kisebb produkciós partnerként csatlakozott. A StudioCanal forgalmazta a filmet.
Olivia Williams, Rory Kinnear, Stephen Campbell Moore, Sharon Horgan, Harriet Walter és Ken Stott a forgatás alatt csatlakozott a szereplőgárdához. 2014. január 20-án kezdődött a forgatás Londonban.